# Saint-Céneré
Saint-Céneré là một xã của tỉnh Mayenne, thuộc vùng Pays de la Loire, tây bắc nước Pháp.